# Uplandia
Uplandia (en sueco: Uppland) es una provincia histórica (landskap) centro-oriental de Suecia, que incluye a la capital, Estocolmo. Su nombre en sueco significa literalmente «tierra de arriba». En la actual organización territorial de Suecia coincide principalmente con las provincias de Upsala y Estocolmo y en menor proporción con las provincias de Vestmania, Gävleborg y Sudermania.
Está situada en la región de Sueonia y limita con las provincias históricas de Sudermania, Vestmania y Gestricia, también está bordeada por el lago Mälaren y el mar Báltico.

## Ciudades
Las principales ciudades de Uplandia, con la fecha en la que adquirieron el estatus de ciudad, son:
- Djursholm (1913)
- Enköping (aproximadamente 1300)
- Lidingö (1926)
- Norrtälje (1622)
- Sigtuna (approximadamente 990)
- Solna (1943)
- Estocolmo (1252)
- Sundbyberg (1927)
- Upsala (1286)
- Vaxholm (1652)
- Öregrund (1491)
- Östhammar (aproximadamente 1300)